# انجیرلیک (یورغیر)
انجیرلیک (به ترکی استانبولی: İncirlik) یک منطقهٔ مسکونی در ترکیه است که در یورغیر واقع شده‌است.